# Габрє-под-Лимбарсько Горо
Габрє-под-Лимбарсько Горо (словен. Gabrje pod Limbarsko Goro) — поселення в общині Моравче, Осреднєсловенський регіон, Словенія. 
Висота над рівнем моря: 437,2 м.